# Xenophthalmidae
Xenophthalmidae là danh pháp khoa học của một họ cua.

## Các chi
Tính đến năm 2019 họ này gồm 2 phân họ với 3 chi và 5 loài đã biết.
- Phân họ Anomalifrontinae Rathbun, 1931
  - Anomalifrons Rathbun, 1931: 1 loài (Anomalifrons lightana).
- Phân họ Xenophthalminae Stimpson, 1858
  - Neoxenophthalmus Serène & Umali, 1972: 2 loài.
  - Xenophthalmus White, 1846: 2 loài.